# هند الحريري
هند الحريري (و 1984) هي الابنة الصغرى لرجل الأعمال ورئيس الوزراء اللبناني الراحل رفيق الحريري من زوجته نازك الحريري. تخرجت من الجامعة اللبنانية الأمريكية في بيروت؛ وهي أخت غير شقيقة لسعد الدين الحريري. عام 2008، أدرجتها مجلة فوربس في قائمة أصغر بليونيرات العالم. وقدّرت ثروتها بحوالي 1.1 بليون دولار أمريكي.
تزوجت بعام 2009 من محمد أنس القاروط.، ولهما ولدين هما محمد (مواليد 2010) ورفيق (مواليد 2011).